# Castelo de Trifels

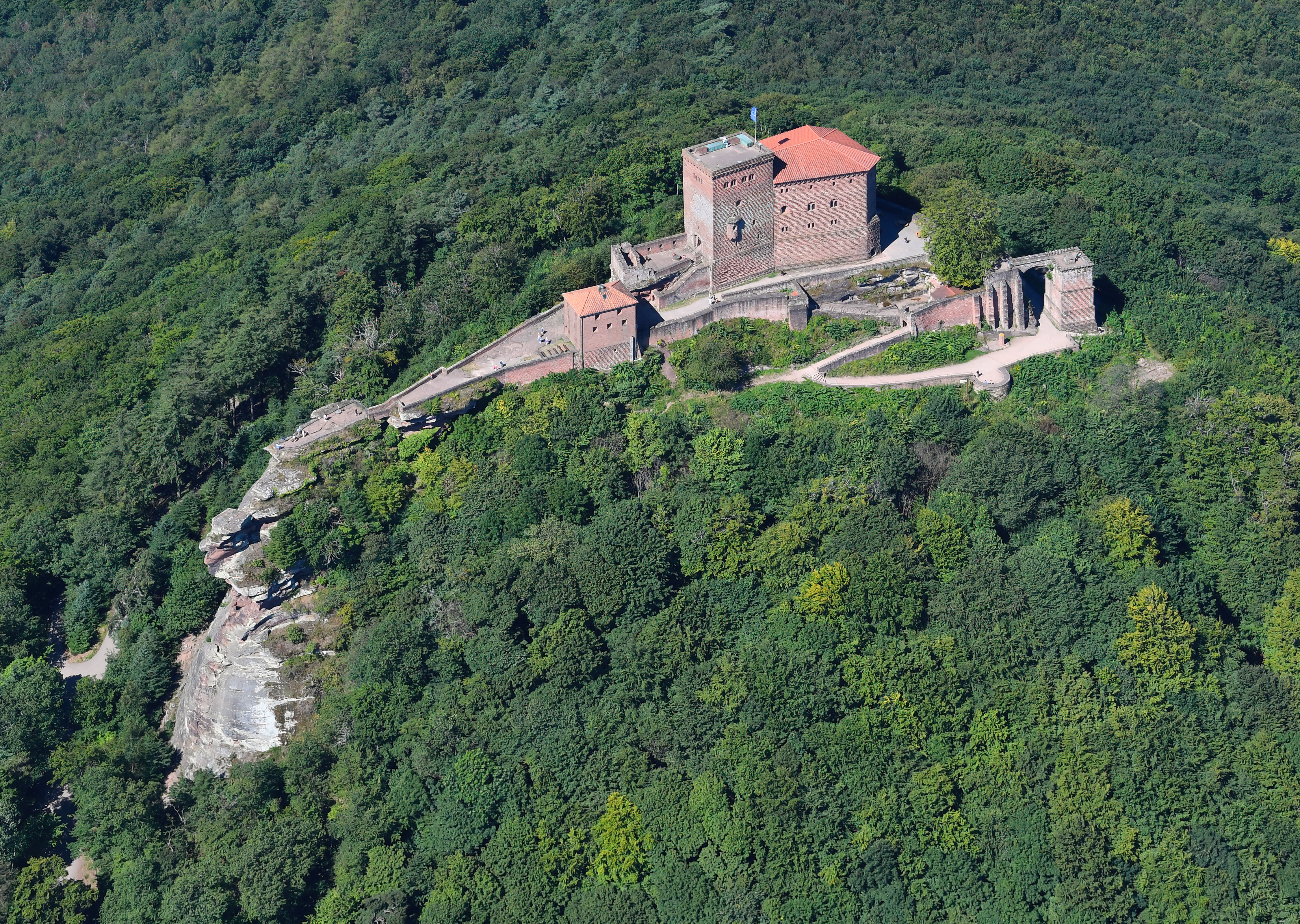
Vista aérea do Castelo de Trifels

O Castelo de Trifels (alemão: Reichsburg Trifels) é um castelo medieval situado a 500 metros de altitude (1.640 pés), na Alemanha.

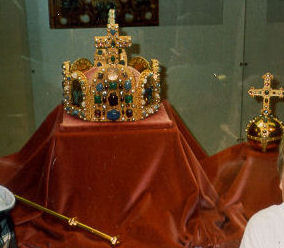
Cópias das Insígnias Imperiais expostas no Castelo de Trifels

## Localização
Perto da cidade de Annweiler (Renânia-Palatinado), acima da Queich, no vale dentro da floresta do Eleitorado do Palatinato, região a sudoeste da Alemanha. Foi construído originalmente o Mosteiro Salesiana, mais tarde denominado de Castelo de Trifels. Este castelo foi erguido no Monte Sonnenberg, e situa-se num tríplice afloramento de arenito, cujo comprimento é 145 metros e 50 metros de elevação. A rocha Filho Triplo, nome dado a fortaleza, pode ser feita por "Três Pedras" (Fels dreifach). Sonnenberg, é uma típica montanha vasgovie (alemão: Wasgau) ao sul do Palatinado. Trifels, e seus dois irmãos, igualmente em ruínas, na proximidade sudeste dos Castelos de Scharfenberg e Anebos (também chamados de Münz) são símbolos da pequena cidade de Aneeweiler, no vale do Queich. Tal área, fornece aos turístas vários Castelos, incluindo o de Madenburgo, a 4 km de distância.

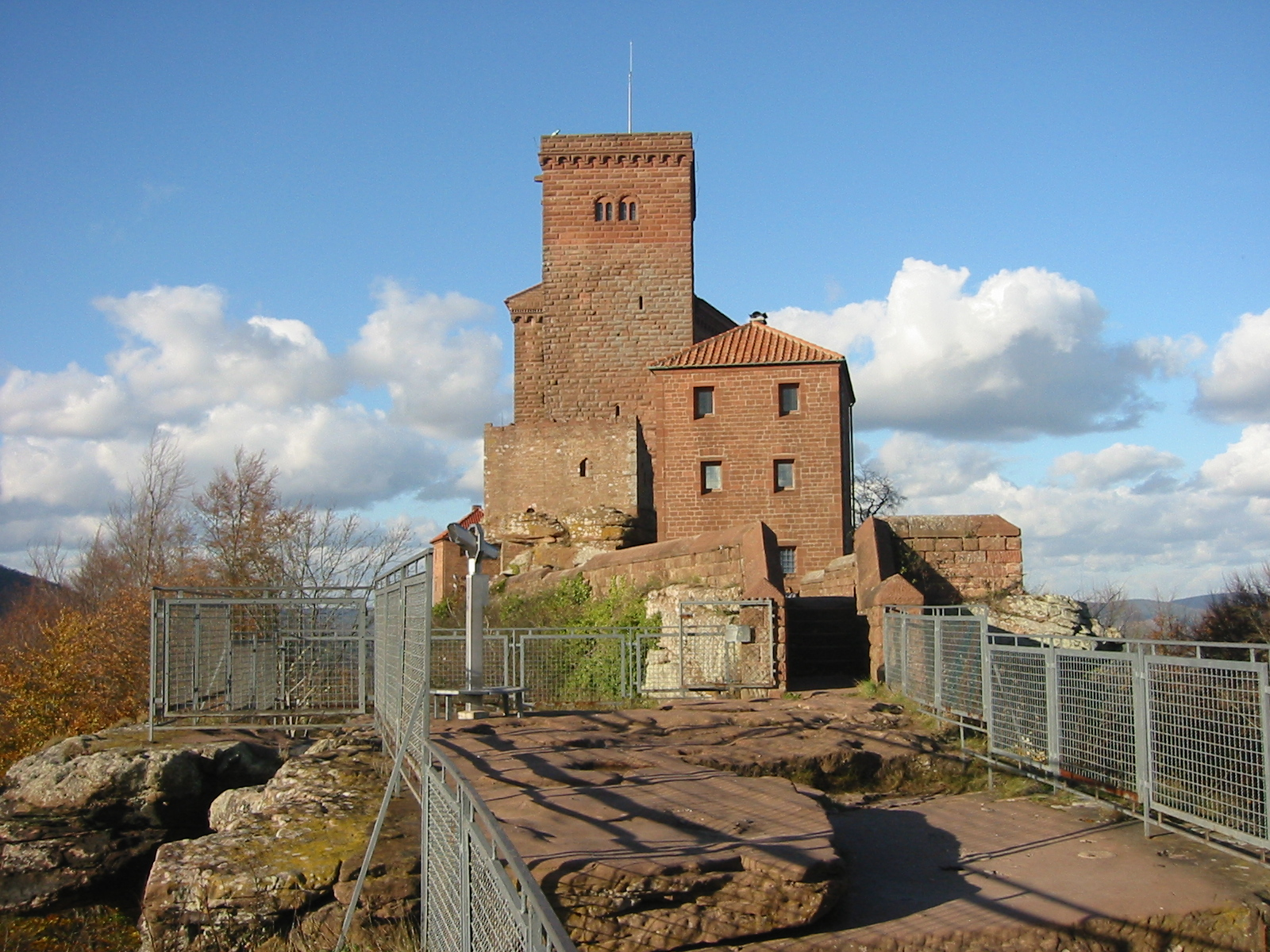
Fachada do Castelo de Trifels

## Lugar de radiação
O Castelo de Trifels possui réplicas das Insígnias do Sacro Império Romano-Germânico que são expostas entre as principais atrações do Palatinado. Com mais de 100.000 visitantes por ano, está atrás somente do Castelo de Hambach com 200.000 visitantes, sendo o segundo Castelo mais visitado da região. Trifels desempenhou um papel importante durante o  Reinado dos Hohenstaufen, no século XIII. O Castelo serviu como Residência Imperial. Além das Insígnias, há o apelo de que ele foi (provavelmente durante três semanas, de 31 de março a 19 de abril de 1193) o paradeiro de Ricardo Coração de Leão.

## O início
A construção do Castelo, que remonta ao século XI, foi mencionado pela primeira vez em 1081.  Foi Castelo de um senhor chamado de Diemar, que opôs-se ao Sacro Imperador na Controvérsia das Investiduras.  Posteriormente, retirou-se para a Abadia de Hirsau e Trifels passou para o Sacro Imperador. Diemar era descendente da Linhagem de Reginbodonen, cos Condes de Baden Ufgau. Este é, provavelmente, pelo seu casamento cum uma irmã do Bispo de Speyer, Johann von Kraichgau, devido ao seu empreendedorismo, Diemar consegue entrar para a Dinastia Zeisolf-Wolfram. Com isso tomou posse do castelo de Trifels e Madenburgo. De acordo com os anais de Spyer, a mãe de Johann era uma das irmãs de Henrique IV, então a esposa de Diemar era prima do Sacro Imperador.

## Fortaleza do Império

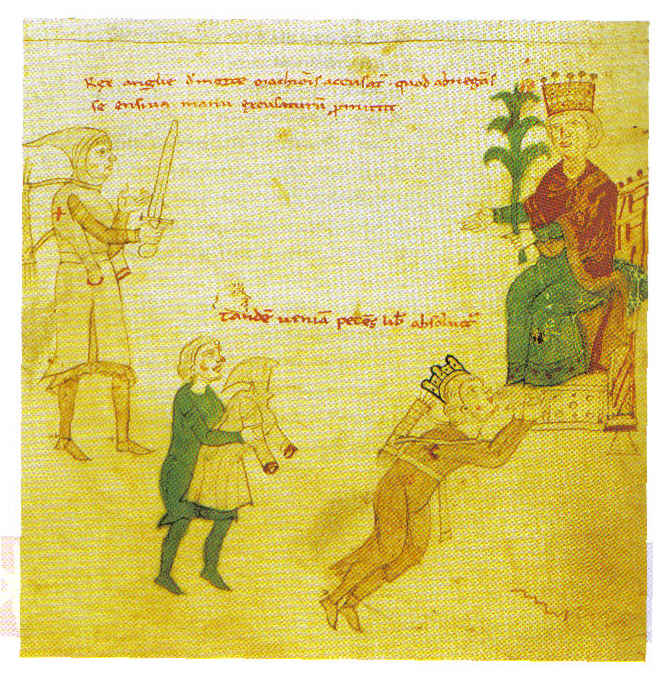
Ricardo Coração de Leão aprisionado por Henrique VI da Germânia, manuscrito de Peter von Eboli, 1195

Em 1112, o Sacro Imperador Henrique V e seu chanceler, o Príncipe-Arcebispo de maiz Adalberto I de Saarbrückenconfrontaram-se pela posse dos Castelos-Fortalezas de Trifels e Madenburgo.  Adalbertodefendia que era herança de famíliam, pois seu irmão Frederico foi casado com uma neta de Diemar von Trifels, também filha do Conde Dietmar von Selbold-Gelnhausen. Mas a partir de1113, Adalberto teve de ceder o Castelo de Trifels ao Imperador, que o manteve preso até 1115, no Castelo.
Mas o preso mais famoso do Castelo foi indiscutivelmente, Ricardo I da Inglaterra, após sua viagem de regresso da III Cruzada, em 1192, e em seguida ao Imperador Henrique VIem 1193. Ele foi trazido ao Castelo onde passou pelo menos três semanas (provavelmente um ano), e foi lançado contra o resgate após dois anos, em 1194. Mas, o conto da Libertação de Ricardo Coração de Leão é uma farsa. O imenso resgate que o Imperador recebeu lhe permitiu iniciar uma campanha contra o Império de Normam, no sul da itália. Tendo Trifels o início da campanha.
Outro detido foi o Príncipe-Arcebispo de Colônia Bruno IV, que em 1206 foi feito prisioneiro de Filipe da Suábia, primeiro foi Tifels, depois a fortaleza de Alt-Ems em Vorarlberg.
Não esta claro se esses prisioneiros  nobres passaram a detenção nas masmorras esculpidas nas pedras da rocha, mas sua detenção foi bastante parecida na medida em que foi uma prisão domiciliar, onde nada faltava.

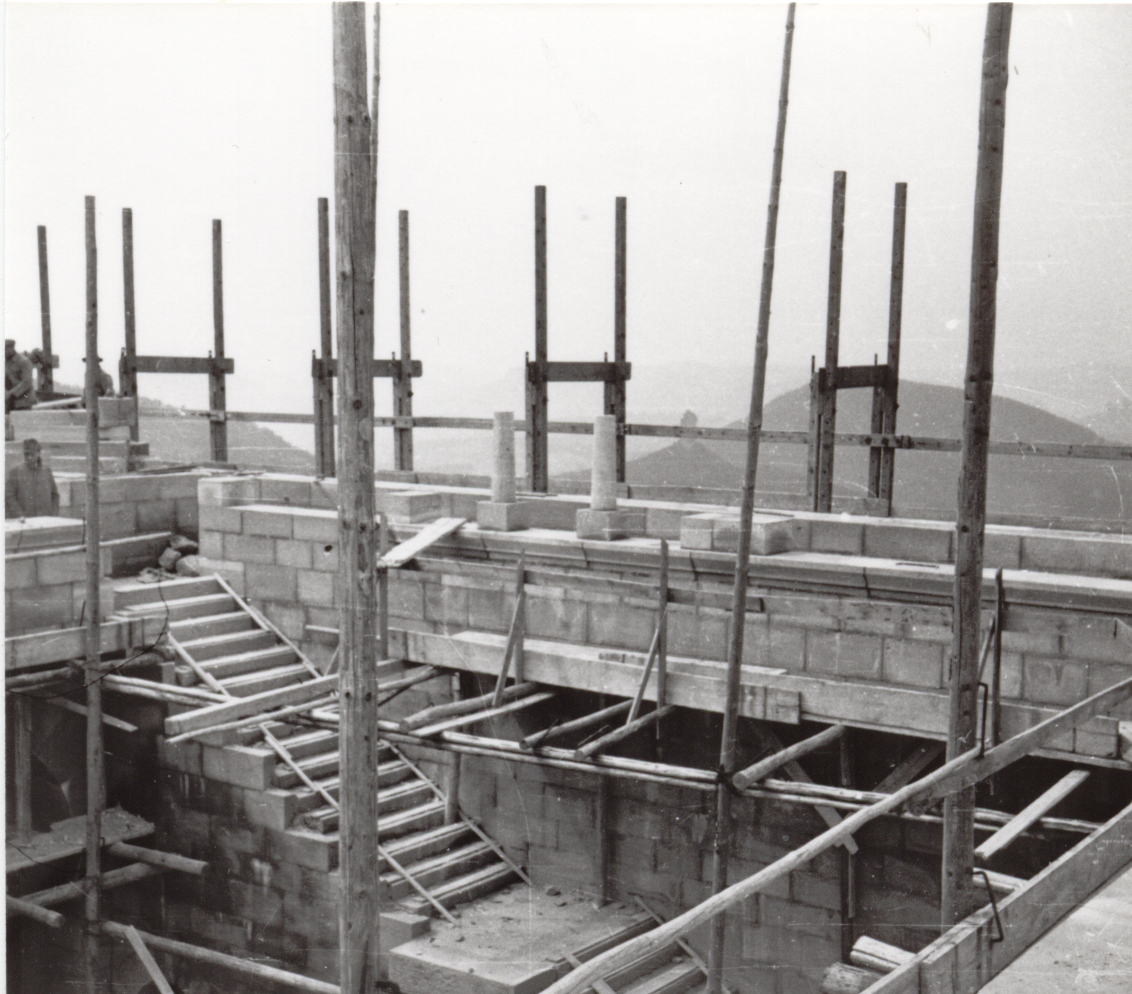
Reconstrução dos apartamentos do Palácio, por volta de 1942

A partir de 11285-1298, a Regalia Imperial foi mantida neste Castelo a cada vazio de poder. Isso até que o novo Sacro Imperador fosse eleito.

## Decadência

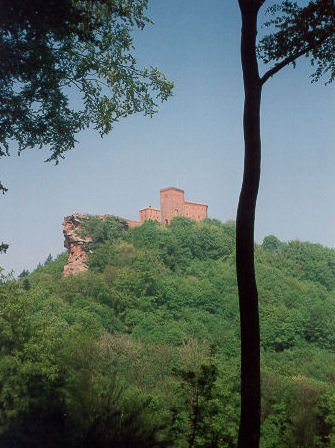
O castelo de Trifels e suas rochas.

Com a queda dos Hohenstaufen, o Castelo de Trifels perdeu importância no final do século XIII. Em 1410 ele foi anexado pelo pelo Duque do Palatinado-Zweibrücken, pertencente a Casa de Zweibrücken. Então em 1602 ao ser atingido por um raio ele foi queimado e destruído parcialmente. Durante a Guerra dos Trinta anos, suas ruínas foram utilizadas como abrigo, antes de ser finalmente abandonado durante a peste de 1635. A Capela foi, aparentemente, utilizada pelo Barão Joseph von Lassberg em 1786, para ser condecorado cavaleiro, fazendo que permanecesse em bom estado. As pedras utilizadas para a construção é da própria região.

## Reconstrução

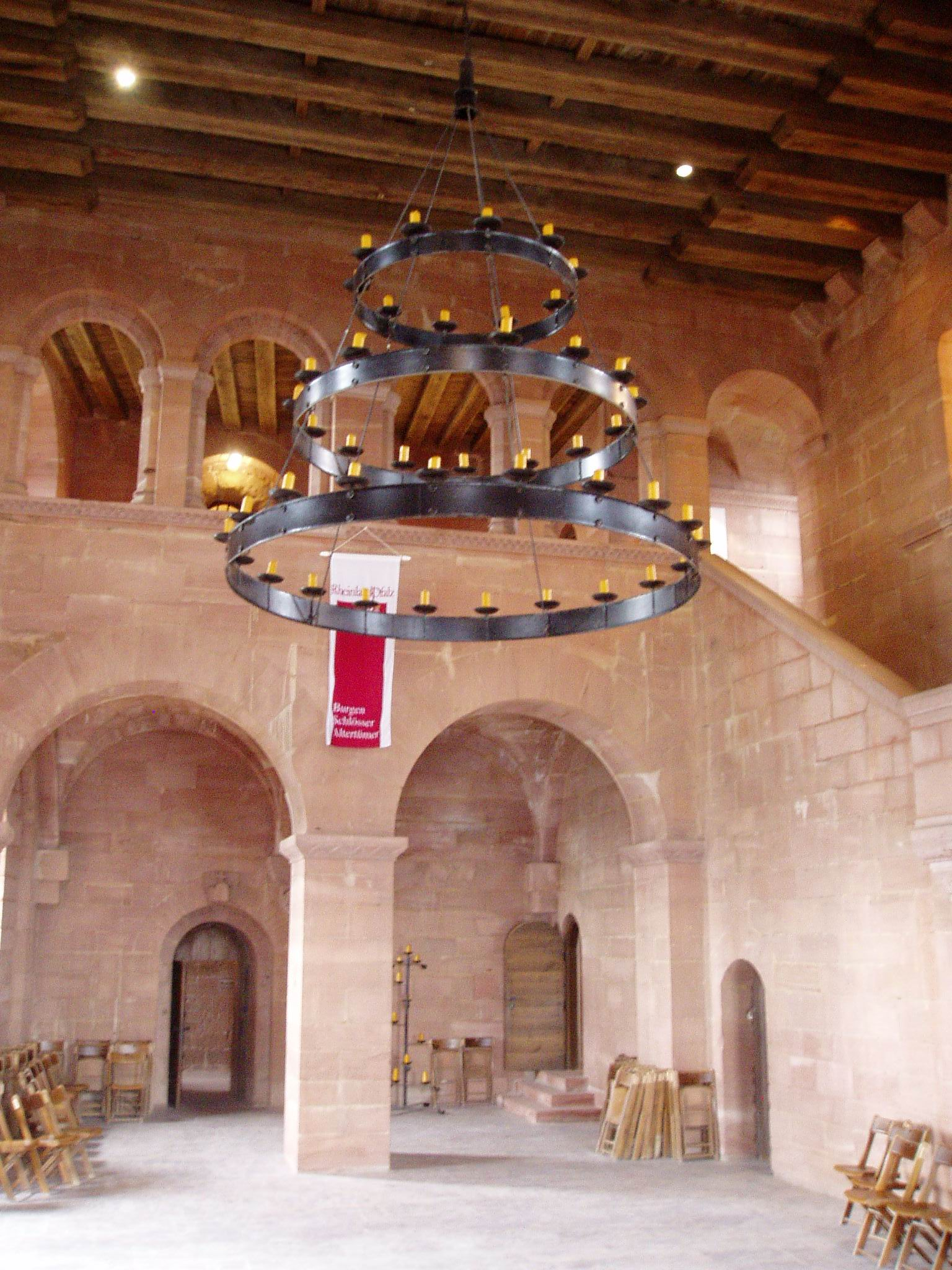
A Sala do Trono, tem uma reconstituição anacrónica do regime nazista

Em 1841, o Reino da Baviera anexou o Palatinado, uma vez que o Congresso de Viena, em 1816, comprometeu-se em fornecer as medidas necessárias para a conservação daquele. A associação de Trifelsverein, pretende se opor a qualquer retirada de pedra do local surgiu em 1866.
Até o Terceiro Reich (1933-1945) ninguém estava interessado no sítio do potentado de Trifels. Em 1938 reconstrução do Castelo que começou a ser cogitada, mas o problema que surgia era que não havia nenhuma indicação do aspecto original do Castelo. Mas, sob os planos do arquiteto Rudolf Esterer, a reconstrução se iniciou tendo como estilo o dos Hohenstaufem, através de masmorras italianas por eles construídos.  Os nazistas estavam preocupados com a pouca probabilidade desta obra glorificar o passado nacional e dar legitimidade ao seu nacionalismo. Neste sentido, pode-se ainda visitar a sala do trono, no alto de seus dois andares, que não tem qualquer relação com os quartos da Idade Média.
No final da Segunda Guerra Mundial, os trabalhos foram interrompidos por aproximadamente dez anos. A fase final da reconstrução do Castelo feudal foi de 1954-1970, já que a obra estava regularmente exposta a escassez de pedra e as ameaças de perder subsídios.

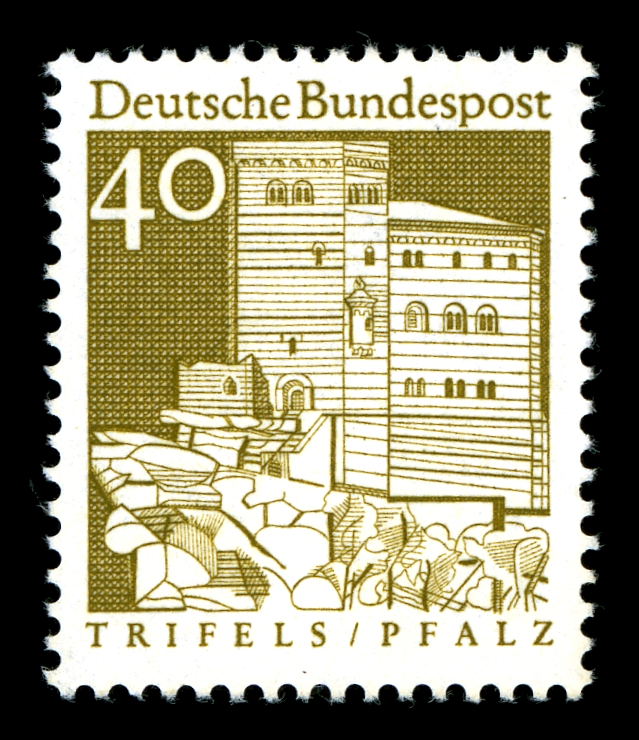
Selo postal alemão (1967)